# Amandus Haase
Robert Amandus Haase (* 27. Oktober 1886 in Zwickau, Sachsen; † 18. Februar 1947 im Speziallager Jamlitz) war ein deutscher sächsischer Vorgeschichtsforscher.

## Leben
Haases Eltern stammten aus Crottendorf, jedoch wurde der Junge in Zwickau geboren, wo seine Eltern einige Zeit lebten, bevor sie nach Plauen übersiedelten. In Plauen erlernte Haase das Handwerk des Schmiedes. Auf seinen Wanderjahren weilte er in Süddeutschland, wo er die Ausgrabungen von Pfahlbauten miterlebte.
Zurück in Plauen, trat er 1920 in die von Ernst Weise gegründete Geologische Vereinigung des Vogtlandes ein. Als 1936 Untersuchungen in der Nähe der Reichsautobahn-Strecke 20 (heutige A 72) bei Taltitz begannen, fand er zusammen mit Dr. Ernst Pietsch Keramik aus der Bronzezeit. 1937 öffnete er drei Hügelgräber auf der Krähenleite, einer Anhöhe in der Nähe von Plauen-Chrieschwitz. Mit diesem Fund wurde der Beweis erbracht, dass bereits 1200 Jahre v. Chr. Menschen im Vogtland siedelten. Weitere Bestattungen fand er in Reißig, Pöhl und anderen Orten. Bis 1939 verdiente Haase seinen Lebensunterhalt als Hauptwachtmeister bei der Polizei, bevor er als Konservator ins Kreismuseum Plauen wechselte. Am 20. Juli 1940 beantragte er die Aufnahme in die NSDAP und wurde zum 1. Oktober desselben Jahres aufgenommen (Mitgliedsnummer 8.337.847). Dies und sein Dienst als Polizeihauptmeister wurden ihm vermutlich zum Verhängnis.
Am 8. August 1945 wurde Haase verhaftet und im NKWD-Speziallager Jamlitz (Südost-Brandenburg) interniert. Unter den mindestens 3.380 Häftlingen, deren Tod von den russischen Behörden bestätigt wurde, war auch Amandus Haase. Er wurde südlich des Lagers am 18. Februar 1947 in einem Massengrab verscharrt.
Das besondere Verdienst Haases war es, das Fundament für die systematische Urgeschichtsforschung im Vogtland gelegt zu haben.

## Werke
- A. Haase: Bronzezeitliche Hügelgräber im Vogtland. In: Sachsens Vorzeit. Jahrbuch für heimatliche Vor- und Frühgeschichte. Band 2, Leipzig 1938, S. 52–54
- Amandus Haase: Die Voigtsberger „Schanz“-geschichtlicher Boden. In: Der Erzähler an der Elster. Heimatkundliche Blätter für das obere Vogtland. Oelsnitz 1939, S. 51
- Amandus Haase: Der vorgeschichtliche Mensch im Vogtland. In: Vogtländischer Hauskalender auf das Jahr 1941. Wieprecht, Plauen 1941[?], S. 37–38
- A. Haase, Plauen: Eine bronzezeitliche Höhensiedlung auf dem Kulm bei Zwoschwitz, Kr. Plauen. In: Sachsens Vorzeit. Jahrbuch für heimatliche Vor- und Frühgeschichte. Band 5, Leipzig 1941, S. 70–72